# Desa Kutajaya (administrativ by i Indonesien, lat -6,15, long 107,34)
Desa Kutajaya är en administrativ by i Indonesien.   Den ligger i provinsen Jawa Barat, i den västra delen av landet, 50 km öster om huvudstaden Jakarta.